# Rożental (województwo pomorskie)
Rożental – wieś kociewska w Polsce położona w województwie pomorskim, w powiecie tczewskim, w gminie Pelplin.
| SIMC    | Nazwa  | Rodzaj     |
| ------- | ------ | ---------- |
| 0169029 | Janowo | przysiółek |

W latach 1975–1998 miejscowość położona była w województwie gdańskim.
Inne miejscowości o nazwie Rożental: Rożental

## Urodzeni w Rożentalu
- Juliusz Zieliński – polski nauczyciel, filomata pomorski, polonista w gimnazjum w Chojnicach[6].